# Miguel Darío Polanía Rodríguez
Miguel Darío Polanía Rodríguez (Pitalito, 11 de febrero de 1961) es un pintor, crítico de arte y escritor colombiano conocido por firmar sus obras bajo el seudónimo de Miguel de León.

## Trayectoria
Nació el 11 de febrero de 1961 en la ciudad Laboyos, más conocida como Pitalito, población ubicada en el sur del departamento del Huila en Colombia. Estudió en la Escuela de Artes de Bogotá, actualmente adscrita a la Universidad Distrital Francisco José de Caldas y realizó talleres de pintura realista en Moscú, Rusia. Es columnista habitual en temas culturales en medios de comunicación locales y virtuales.

## Obra
Más de treinta años en el trajinar del ámbito artístico, su pensamiento se ha dado a conocer a través de la pintura y literatura contemporánea.

### Pintura
Su trabajo pictórico es figurativo expresionista, generalmente en composiciones fusionadas con textos de poemas, con un enfoque conceptual donde se puede apreciar la preocupación por temas sociales y políticos. Su pintura se ha expuesto desde los años ochenta a la fecha en muestras colectivas nacionales e internacionales con entidades como de la fundación cultural MAI Colombia y la Organización Mundial de Artistas Integrados entre otras.

### Literatura
Desarrolla su obra literaria con el pseudónimo de Miguel de León y la misma,  enfocado siempre en temas históricos-sociales, abarca distintos géneros  como el cuento, la poesía, el ensayo.  Participó del proyecto editorial denominado “Historia General del Huila”, ejerciendo la crítica de arte y el periodismo independiente. Sus crónicas se han publicado en revistas como Horizontes del Huila, Al Sur, Barrocko,  Visa G y Agora, medios digitales como Mirarte Galería, y libros como “100 caricaturas”, “Literatura Huilense” entre otros. Igualmente, fue moderador del espacio “Arte y Concepto” que a lo largo de 7 años difundió las artes visuales por la emisora cultural del Huila FM 95.3. de Neiva.

#### Libros
A la fecha ha realizado las siguientes publicaciones:
- “Cinco meses”
- “Poemas en reposo”
- “Gota de Rocío”
- “Crónicas de tocaya” como coautor
- “Historia general del Huila como coautor”
- “Expresiones visuales del Huila”
- “Espejos sin fantasmas”
- “Buscar río arriba”
- “Neiva, Novia, crónicas urbanas”
- “En el sótano del cielo”[9]
- "A Palabras necias, Oídos sordos!!"
- “Los Cuentos del Guacacallo”[10]

## Logros
Diversos logros se visualizan en su carrera como artista, se destaca:
- Participación en exposiciones colectivas a través de la Organización Mundial de Artistas Integrados[13]– OMAI – en México, Perú, República Dominicana, Argentina, España y Colombia. Finalista en diversos Concursos Literarios e invitado a Encuentros de Escritores.[14]
- 2002 - Medalla al Mérito Cultural Diego de Ospina y Medinilla de la Alcaldía de Neiva.[11]
- 2011 - Premio Nacional de Poesía "Ciro Mendía".[15][16]
- Actualmente es el Coordinador de la Biblioteca Departamental Olegario Rivera[17] localizada en el Centro Cultural y de Convenciones José Eustasio Rivera de Neiva y columnista del periódico digital OPANoticias.[18]